# Rapakko
Rapakko är en ö i Finland. Den ligger i sjön Pihlajavesi och i kommunen Nyslott i  landskapet Södra Savolax, i den sydöstra delen av landet, 270 km nordost om huvudstaden Helsingfors. Öns area är 1,16 kvadratkilometer och dess största längd är 2 kilometer i sydöst-nordvästlig riktning.